# Egmont Fonden
Egmont Fonden (oprindelig Egmont H. Petersens Fond) er en fond, der blev stiftet 1920 i henhold til Egmont H. Petersens testamente. Fonden donerer årligt ca. 100 mio. kr. til forskellige formål.
Fonden ejer Egmont International Holding A/S som ejer en række virksomheder, for eksempel det danske forlag Lindhardt og Ringhof.